# ソフトクリエイトホールディングス
株式会社ソフトクリエイトホールディングス（SOFTCREATE HOLDINGS CORP.）は、東京都渋谷区渋谷に本社を置く日本の持株会社である 。ECソリューション事業、システムインテグレーション事業および物品販売事業を営む連結子会社3社（株式会社ソフトクリエイト、株式会社ecbeing、株式会社エイトレッド）、持分法適用関連会社1社で構成される。

## 沿革
- 1983年（昭和58年）5月 - パソコンショップ 「ソフトクリエイト」 渋谷店開店
- 1985年（昭和60年）11月 - 本社を東京都渋谷区へ移転
- 1985年（昭和60年）12月 - 商号を「株式会社ソフトクリエイト」に変更
- 1998年（平成10年）10月 - パソコンショップ渋谷店を閉鎖
- 2003年（平成15年）6月 - 本社を渋谷区渋谷2丁目「渋谷東口ビル」に移転
- 2004年（平成16年）3月 - 第三者割当増資により株式会社オービックビジネスコンサルタントと資本提携
- 2005年（平成17年）4月 - 大阪証券取引所ニッポン・ニュー・マーケット・ヘラクレス（現：東京証券取引所JASDAQスタンダード）に株式を上場。
- 2006年（平成18年）1月 - 株式会社オークネットとの合弁会社として株式会社アドバンスドコアテクノロジーを設立
- 2007年（平成19年）4月 - 株式会社エイトレッドを設立
- 2008年（平成20年）1月 - 大阪府大阪市に関西支社（現：株式会社ecbein関西支社）を設置。
- 2008年（平成20年）12月 - 東京証券取引所市場第二部に株式を上場
- 2009年（平成21年）4月 - インターネット通信販売事業「特価COM」を事業譲渡
- 2010年（平成22年）12月 - 株式会社ラックと情報セキュリティ対策における業務提携
- 2011年（平成23年）3月 - 東京証券取引所市場第一部指定
- 2011年（平成23年）12月 - 株式会社アクロネット（現：株式会社アクロホールディングス）を持分法適用関連会社化
- 2012年（平成24年）10月 - ホールディングス制への移行に伴い、株式会社ソフトクリエイトホールディングスへ商号変更、新設分割によりSI事業を株式会社ソフトクリエイトに、EC事業を株式会社ecbeingに承継
- 2012年（平成24年）10月 - 本社を渋谷区渋谷2丁目「渋谷クロスタワー」に移転
- 2013年（平成25年）5月 - 第三者割当増資により日本ユニシス株式会社と資本提携、株式会社ecbeingとの3社でEC事業における業務提携
- 2016年（平成28年）12月 - 株式会社エイトレッド東証マザーズ市場上場

## 関連会社
- 株式会社ソフトクリエイト
- 株式会社ecbeing
- 株式会社エイトレッド
- 株式会社エートゥジェイ